# Theotimius macleayi
Theotimius macleayi är en skalbaggsart som beskrevs av Huchet 2003. Theotimius macleayi ingår i släktet Theotimius och familjen bladhorningar. Inga underarter finns listade i Catalogue of Life.